# رود سوئولا
رود سوئولا (انگلیسی: Suola) یک رودخانه در استان یاقوتستان کشور روسیه است.